# Contea di Tassarolo
La contea di Tassarolo è stata un feudo imperiale mediato dal 1560 al 1736, governata dagli Spinola di Luccoli. Il piccolo paese, oggi in provincia di Alessandria, era ubicato sulle terminali estensioni collinari dell'Appennino ligure, in zona strategica tra il ducato di Savoia, il Monferrato e la repubblica di Genova. Lo Staterello era altresì famoso per l'attività della sua zecca. Dal 1736 al 1797 godette sempre di autonomia, ma dipendeva dai Savoia, nel cui regno sarà definitivamente incorporato nel 1815.

## Storia

Il castello Spinola a Tassarolo

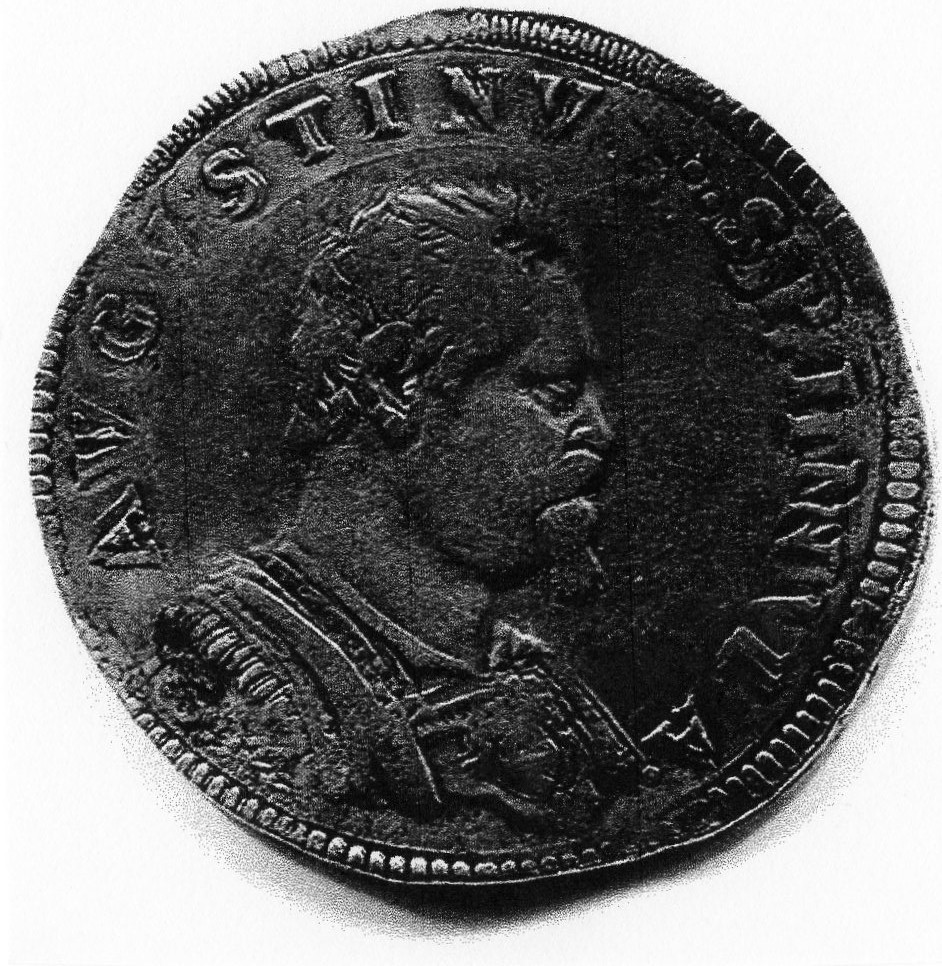
Moneta del conte Agostino I

Il piccolo feudo si sviluppava alle pendici dei solidi bastioni del castello (tuttora appartenente alla famiglia Spinola), sulla destra del torrente Lemme e comprendeva i paeselli di Alborina, Cavallari e Ortolana.
Dalla repubblica di Genova passò alle famiglie Di Negro, De Camilla e Castagna: un ramo della potente famiglia genovese Spinola lo possedette in modo definitivo dal 16 ottobre 1367 tramite i fratelli Galeotto, Adamo e Carrozio (quest'ultimo, discendente da Oberto Guglielmo - 1208 - con il figlio Ettore saranno i capostipiti della linea comitale di Tassarolo), figli di Napoleone.
La prima investitura imperiale (in tutto saranno dodici) fu concessa il 20 novembre 1532 da Carlo V ad Agostino, Carlo e Bartolomeo. Il 30 maggio 1560 l'imperatore Ferdinando I elevò il feudo al rango di contea imperiale e conferì a Marcantonio, figlio di Agostino e di Geronima Doria, il titolo di conte palatino. Saranno sette i conti che amministreranno il territorio fino al 27 giugno 1797.
Negli anni della guerra di successione di Mantova e del Monferrato (1628-1631) la contea venne occupata dagli eserciti francesi che devastarono il territorio. Nel 1630, comunque, nel castello, prontamente restaurato, alloggiò il cardinale Diechtristen che, con i conti Filippo e Livia, accolse con i dovuti onori l'infanta Maria Anna d'Asburgo, sorella del re Filippo IV di Spagna e futura imperatrice, come sposa di Ferdinando III.
Nel 1689 Leopoldo I accordò al conte Massimiliano I il diritto di primogenitura unitamente alla prerogativa di battere moneta.
Nel 1736, la contea di Tassarolo cessò di essere feudo imperiale e, sotto il re di Sardegna Carlo Emanuele III, entrò a far parte dei domini dei Savoia, pur conservando l'autonomia e l'investitura ad Agostino II Spinola. Il sovrano sabaudo Vittorio Amedeo II rese pubblici in lingua volgare gli statuti di Tassarolo emanati nel 1530.
Il 27 giugno 1797 Napoleone Bonaparte promulgò le leggi eversive della feudalità: l'ex contea, dopo il Congresso di Vienna, fu incorporata risolutivamente al regno di Sardegna il 10 ottobre 1818, sotto Vittorio Emanuele I di Savoia, ed unita alla provincia di Novi. L'ultimo conte Agostino Mario morì nel 1816: ebbe tre sorelle monache, Paola Maria, Paola Teresa, Rosa Serafina ed un fratello minore, Bendinelli, scomparso nel 1786.
Oltre al castello di Tassarolo, dove risiedevano abitualmente, i conti dimoravano pure nel palazzo Nicolò Spinola di Luccoli, a Genova; nelle residenze estive o di campagna di Pietrabissara, della "Massimiliana" a Gavi, "dell'Aureliana" a Capriata d'Orba. Il luogo di sepoltura della famiglia era a Genova nella chiesa della Santissima Annunziata di Portoria, detta di Santa Caterina. Oltre a capitani e cardinali, il ramo di Luccoli annoverò il beato Carlo Spinola (1564-1622), figlio di Ottavio, gesuita, missionario e martire in Giappone.
Del primitivo castello comitale di Tassarolo, a pianta quadrangolare con alto torrione centrale entro un sicuro recinto fortificato di minori torri angolari, in seguito mozzate, si conserva ancora un mastio cilindrico sull'angolo di destra del prospetto laterale. Questo è ornato da una elegante loggia rinascimentale che fronteggia la sede dell'antica zecca. Sontuosi saloni interni e un fiorente giardino rendono assai gradevole la residenza,

## Zecca
Le prime monete furono coniate nel 1604 per volere di Agostino I.
L'edificio, in cui fu attivata l'officina monetaria, era parte integrante del castello ai piedi del loggiato cinquecentesco..
Lo zecchiere era mastro Domenico D'Alessandro, l'incisore Giacomo Brandi.
Del diritto di zecca, concesso agli Spinola in generale, usufruirono solo i conti palatini tassarolesi, i conti, poi marchesi, di Ronco, i marchesi di Arquata e quelli di Vergagni.
Per il feudo di Tassarolo furono coniate anche monete d'oro: 2 Doppie o quadruple, ducati e ongari.
Per tutti i feudi che esercitarono il diritto di zecca furono coniate monete d'argento: scudi e frazioni di scudo; e luigini. 
Una parte dei luigini era segretamente adulterata e inviata a Genova dentro sacchetti nascosti tra il vino e il formaggio, a dorso di mulo.
Le ultime monete furono coniate nel 1688 con le effigi di Filippo e Livia Centurioni.

## Conti di Tassarolo (1560-1797)[11]
| N° | Titolo | Nome                | Periodo   | Consorte                                                     |
| 1  | Conte  | Marcantonio Spinola | 1560-1604 | Cornelia De Marini Castagna                                  |
| 2  | Conte  | Agostino I          | 1604-1616 | Selvaggia Spinola della Cabella; senza prole                 |
| 3  | Conte  | Filippo             | 1616-1688 | Livia Centurioni-Oltremarini, reggente; nipote di Agostino I |
| 4  | Conte  | Massimiliano I      | 1688-1714 | Maria Pichenotti                                             |
| 5  | Conte  | Agostino II         | 1714-1739 | Giulia De Mari                                               |
| 6  | Conte  | Massimiliano II     | 1739-1778 | Maria Negroni                                                |
| 7  | Conte  | Agostino Mario      | 1778-1797 | Enrichetta De Carlon Nizos                                   |